# Bába Kiadó
A Bába Kiadó, hivatalos nevén Bába és Társai Nyomdaipari tervező, kivitelező és szolgáltató Kft. Szeged egyik legtermékenyebb könyvkiadója. (Székhely: 6724 Szeged, Cserzy Mihály u. 11.)

## Története
Az Bába és Társai Kiadót 1994-ben Majzik István, a cég ügyvezető igazgatója hozta létre társaival.

## Profilja
Témái, írói elsősorban szegediek, Szeged környékiek, illetve a Dél-Alföldhöz kötődnek mondhatni olykor határok nélkül, hiszen e kiadó publikálja Pásty Júlia vajdasági származású írónő vagy Galántai Tibor nagyváradi születésű memoáríró köteteit.
Műfajai igen változatosak: néprajzi, helytörténeti művek, szépirodalmi kötetek, életrajzok és önéletrajzok, riportkötetek, daloskönyvek, irodalom- és művelődéstörténeti tanulmánykötetek, antológiák.
Első kiadványuk 1995-ben Halász Miklós: Elátkozott riportok című kötete volt - ekkor még Agóra Print Kft. volt a kiadó neve.
Fennállásuk 15 éve alatt mintegy 800 címet jelentettek meg mintegy félmillió példányban.

## Könyvsorozat
- Szegedtől Szegedig : antológia (1998 óta évente megjelenő válogatás, a Tisza Hangja sorozat része. Alapító főszerkesztője Simai Mihály)
- Tanulmányok Csongrád megye történetéből (időszakosan, legutóbb a 37. jelent meg)

## Folyóirat
- Szegedi Szépírás (havonta megjelenő szépirodalmi folyóirat)